# Santuario e tomba dello sceicco Safī al-Dīn
Il santuario e tomba dello sceicco Safī al-Dīn (in persiano مجموعه آرامگاه و خانقاه شیخ صفی الدین) è un complesso architettonico situato ad Ardabil, in Iran, che ospita la sepoltura dello sceicco Safi-ad-din Ardabili, eponimo della dinastia Safavide. Nel 2010, l'UNESCO l'ha classificato come patrimonio mondiale dell'umanità.

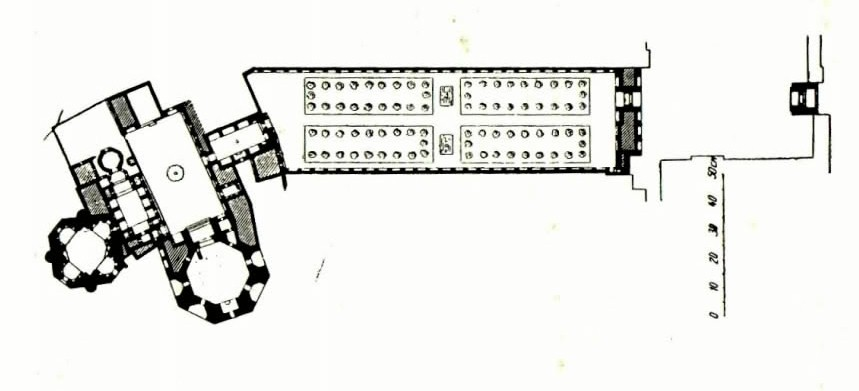
Plan

Lo sceicco Safi, leader eminente di un ordine islamico Sufi fondato dai Safavidi, è nato a Ardabil in cui si trova questo complesso. I Safavidi scelsero la forma a tomba-moschea e la tomba con il suo mausoleo e la sala di preghiera si trova ad angolo retto rispetto alla moschea. Gli edifici del complesso circondano un piccolo cortile interno (31 per 16 metri). Il complesso è preceduto da un lungo giardino.
Il mausoleo dello sceicco Safi, ad Ardabil, fu costruito dal figlio sceicco Sadr al-Din Mūsā, dopo la morte dello sceicco Safi nel 1334. È stato costruito tra l'inizio del XVI secolo e la fine del XVIII secolo. Il mausoleo, una torre circolare con cupola, decorata con piastrelle blu ha circa 17 metri di altezza; accanto ad essa è la Casa delle Porcellane del XVII secolo che conserva gli oggetti cerimoniali del santuario. Parte del complesso sono anche molte sezioni che hanno servito una varietà di funzioni nel corso degli ultimi secoli, tra cui una biblioteca, una moschea, una scuola, mausolei, una cisterna, un ospedale, cucine, una panetteria, e alcuni uffici. Incorpora un percorso per raggiungere il santuario dello sceicco suddiviso in sette segmenti, che rispecchiano le sette tappe del misticismo Sufi. Varie parti del mausoleo sono separate da otto porte, che rappresentano gli otto atteggiamenti di sufismo.
Diverse parti furono gradualmente aggiunte alla struttura principale durante la dinastia safavide. Un certo numero di sceicchi safavidi e di harem e le vittime delle battaglie Safavidi, tra cui la battaglia di Cialdiran, sono stati sepolti nel sito.